# Middleton (condado de Dane, Wisconsin)
Middleton es un pueblo ubicado en el condado de Dane en el estado estadounidense de Wisconsin. En el Censo de 2010 tenía una población de 5.877 habitantes y una densidad poblacional de 143,42 personas por km².

## Geografía
Middleton se encuentra ubicado en las coordenadas 43°4′43″N 89°34′13″O / 43.07861, -89.57028. Según la Oficina del Censo de los Estados Unidos, Middleton tiene una superficie total de 40.98 km², de la cual 40.9 km² corresponden a tierra firme y (0.19%) 0.08 km² es agua.

## Demografía
Según el censo de 2010, había 5.877 personas residiendo en Middleton. La densidad de población era de 143,42 hab./km². De los 5.877 habitantes, Middleton estaba compuesto por el 95.17% blancos, el 0.61% eran afroamericanos, el 0.09% eran amerindios, el 2.5% eran asiáticos, el 0% eran isleños del Pacífico, el 0.26% eran de otras razas y el 1.38% pertenecían a dos o más razas. Del total de la población el 1.67% eran hispanos o latinos de cualquier raza.